# Svea (Spitzbergen)
Svea (norwegisch auch: Sveagruva) war eine Kohlebergbausiedlung auf Spitzbergen. Die dazugehörige Grube Svea Nord war bis zur Schließung im Jahr 2016 die größte noch aktive Kohlegrube auf Spitzbergen; die beiden anderen aktiven Gruben sind die Grube Nr. 7 in Longyearbyen und die Grube von Barentsburg. Svea Nord wurde vom norwegischen Staatsbetrieb Store Norske Spitsbergen Kulkompani AS betrieben.

## Ortslage und Bewohner
Svea war der südlichste Ort auf Spitzbergen, abgesehen von der polnischen Forschungsstation am Hornsund. Er lag in der Sveabukta im innersten Teil des Van Mijenfjords und nicht wie die meisten anderen Siedlungen am Isfjord. Wie auf Spitzbergen üblich, gab es keine Straßenverbindungen, die die Siedlung mit anderen Siedlungen verband. Stattdessen ermöglichte eine Landepiste Flugverbindungen nach Longyearbyen.
Es lebten nur wenige Personen dauerhaft in Svea. Die meisten Bergarbeiter wohnten zusammen mit ihren Familien in Longyearbyen und pendelten wochenweise per Luftbrücke zur Siedlung. Der typische Arbeitsrhythmus entsprach etwa drei Wochen Arbeit in Svea sowie Leben in den dortigen Wohneinheiten, gefolgt von zwei Wochen Freizeit an ihrem Wohnsitz. Ungefähr 200 Personen arbeiteten zuletzt in Svea.
Ab 2017 wurde Svea rückgebaut. Heute ist Svea verlassen.

## Geschichte
Svea wurde im Jahr 1917 vom schwedischen Unternehmen AB Spetsbergens Svenska Kolfält errichtet und ging durch den Kauf der Store Norske Spitsbergen Kulkompani im Jahr 1934 in norwegischen Besitz über. Die Siedlung wurde 1944 während des Zweiten Weltkriegs zerstört, der Minenbetrieb jedoch kurze Zeit später wieder hergestellt. Dieser endete vorerst im Jahr 1949 und sollte bis 1970 nicht wieder aufgenommen werden. In den 1990er Jahren wurde die Siedlung beinahe aufgelassen, da die Minen in Longyearbyen zu dieser Zeit produktiver und leichter erreichbar waren.
Im Jahr 2002 ging die neue Grube Svea Nord in Betrieb. Sie war seitdem die produktivste Kohlemine Svalbards. Im Jahr 2011 produzierte sie ca. 1,52 Millionen Tonnen Kohle. Im April 2016 wurde die Grube aufgrund des niedrigen Kohlepreises vorerst stillgelegt. Es war zunächst geplant, Gebäude, Infrastruktur und Mine instand zu halten, so dass bei steigendem Kohlepreis die Produktion jederzeit wieder hochgefahren werden konnte.
Im Jahr 2017 wurde die endgültige Stilllegung beschlossen. Bis Herbst 2020 wurde mit Phase 1 im Bereich Lunckefjell und im Bereich des gesamten Martha Gletschers (Marthabreen) jegliche Infrastruktur wie Straßen, Gebäude und Müll zurückgebaut bzw. entfernt. Auch Flughafen und Hafen werden rückgebaut. Bereits Mitte 2021 soll der größte Teil der Siedlung zurückgebaut worden sein. Bis 2024 soll der gesamte Rückbau mit möglichst originalem Gelände abgeschlossen sein. Der gesamte Rückbau soll möglichst umweltfreundlich vonstattengehen, damit der Gletscher und die Berge in der Umgebung unberührt bleiben. Dafür wird sämtlicher Müll und jegliche Bodenverschmutzung entfernt und an einen anderen Ort verbracht. Der umweltschonende Rückbau wurde vom Staat mit 2,5 Mrd. NOK (ca. 210 Mio. €) gefördert. Es sollen nur wenige Artefakte aus der Zeit vor dem Zweiten Weltkrieg in Svea verbleiben. Im Jahr 2022, während der Restaurierung des Gebietes mittels Landschaftsgestaltung, waren von Svea nur mehr zwei denkmalgeschützte Gebäude übrig.

## Verkehr
Flugverbindungen zwischen dem Flughafen Longyearbyen und Svea erfolgten mit Kleinflugzeugen des Typs Dornier 228-202K und wurden im Auftrag der Store Norske Spitsbergen Kulkompani durch das norwegische Unternehmen Lufttransport AS abgewickelt. Bis Anfang 2016 wurde die Verbindung etwa 30 mal in der Woche bedient, inzwischen aber deutlich seltener. Am 1. August 2022 wurde der Flughafen geschlossen.
Die gewonnene Kohle wurde über Förderbänder aus dem Berg befördert und mittels Lastwagen weiter zum Kohledepot beim Hafen am Kapp Amsterdam transportiert und zwischengelagert. Von dort wurde sie schließlich im Sommer auf dem Wasserweg abtransportiert, da der Van Mijenfjord im Winter in der Regel zufriert.

## Klima
Aufgrund der Lage in der Sveabukta und abseits des offenen Meeres ist das Klima in Svea verglichen mit den anderen Siedlungen auf Spitzbergen kontinentaler. Die Siedlung weist somit tiefere Wintertemperaturen und einen geringen Jahresniederschlag auf. Die Jahresmitteltemperatur in Svea beträgt −7,1 °C, der durchschnittliche Jahresniederschlag 260 mm.
|                        | Jan   | Feb   | Mär   | Apr   | Mai  | Jun | Jul | Aug | Sep | Okt  | Nov   | Dez   |   |      |
| Mittl. Temperatur (°C) | −16,1 | −17,0 | −16,2 | −12,7 | −4,7 | 1,9 | 5,8 | 4,9 | 0,6 | −5,7 | −11,5 | −14,6 | ⌀ | −7,1 |
|                        |       |       |       |       |      |     |     |     |     |      |       |       |   |      |
| Niederschlag (mm)      | 29    | 35    | 31    | 24    | 15   | 9   | 11  | 19  | 19  | 20   | 22    | 26    | Σ | 260  |

|  |

|  |

|  |

|  |

|  |

|  |

|  |

|  |

|  |

|  |

|  |

|  |

|  |

|  |

|  |

|  |

|  |

|  |

|  |

|  |

|  |

|  |

|  |

|  |

## Bildergalerie

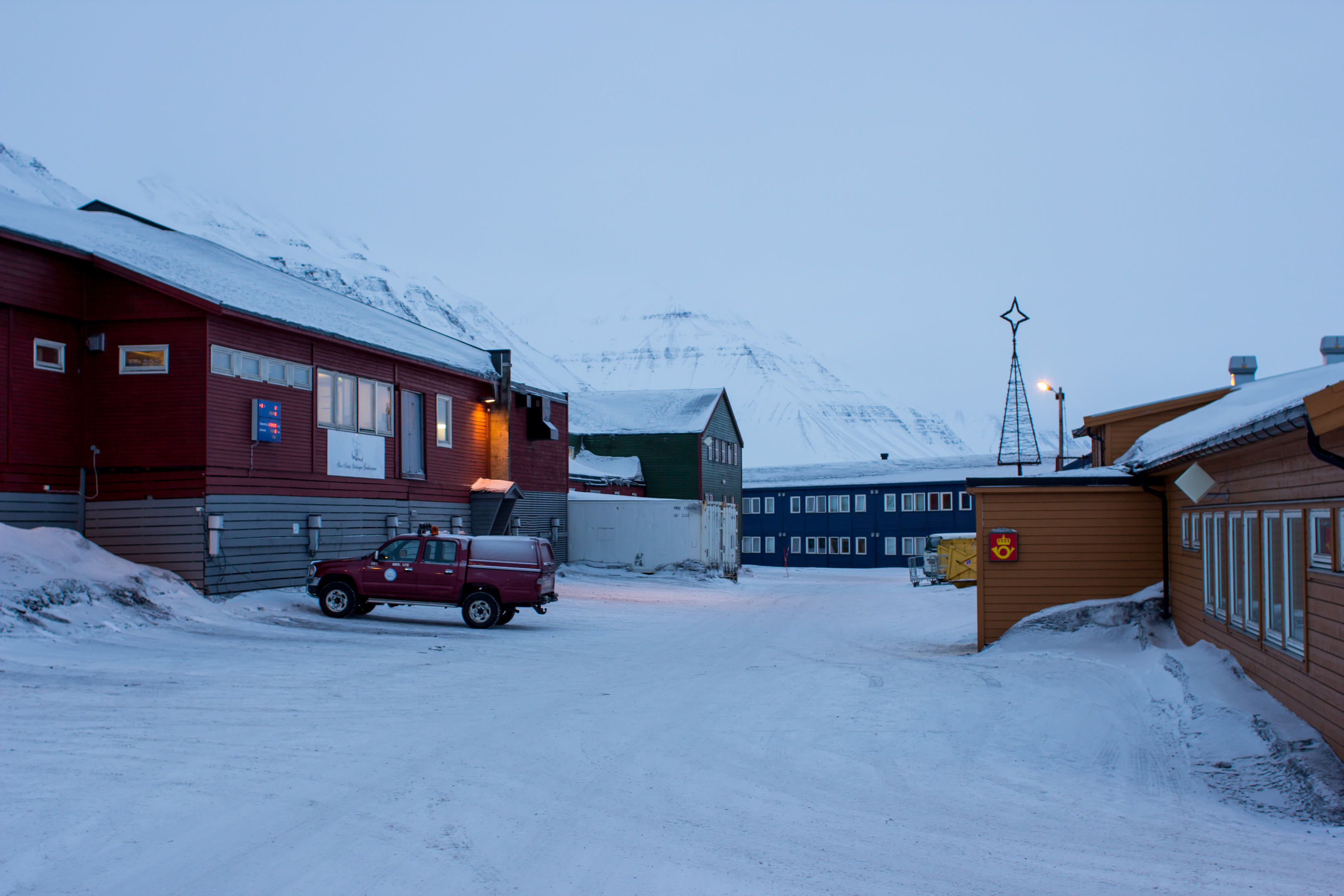
Die Hauptstraße von Svea mit Verwaltungsgebäude und Postamt (2013)
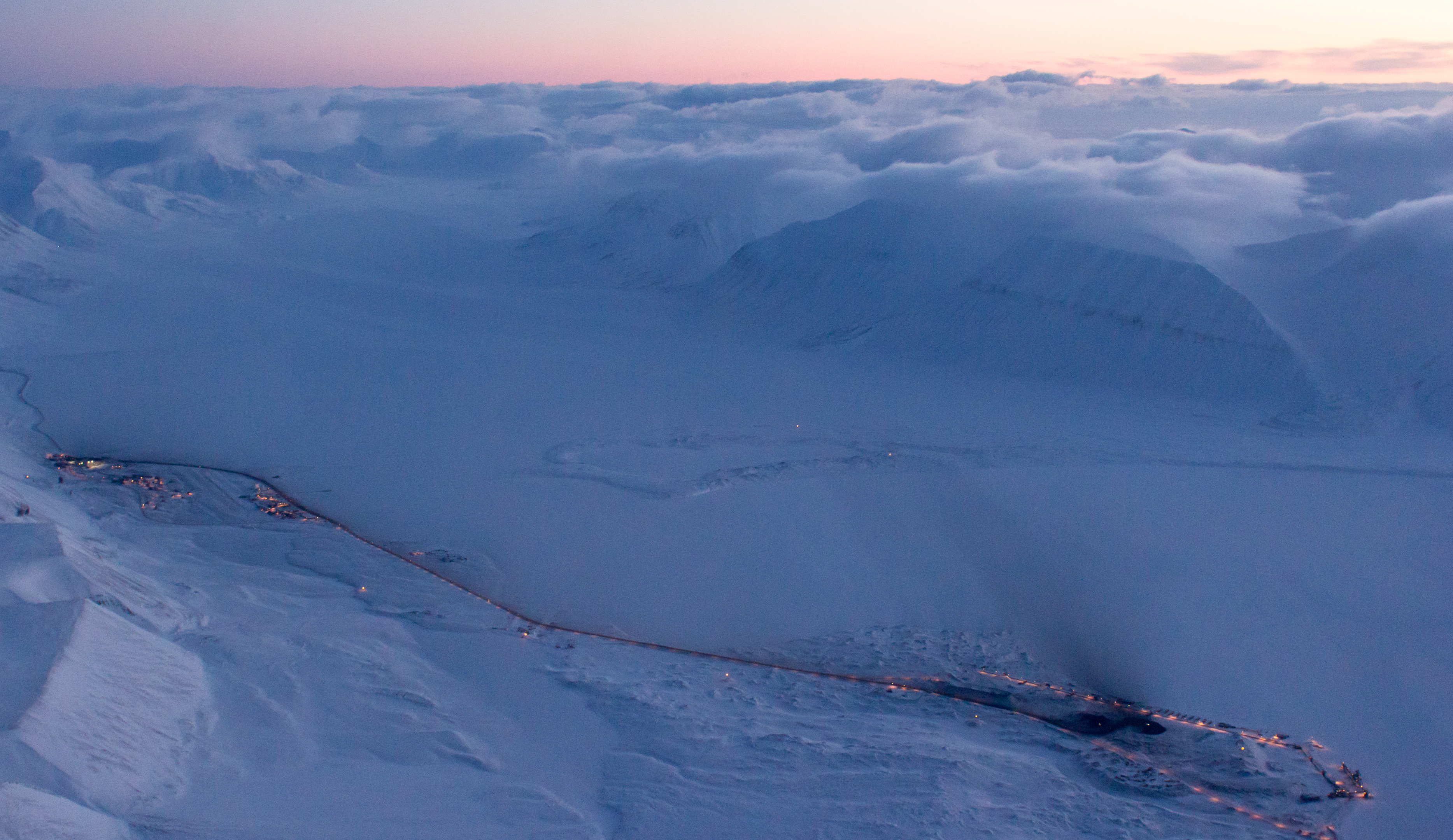
Luftaufnahme von Svea und Port Amsterdam (2013)
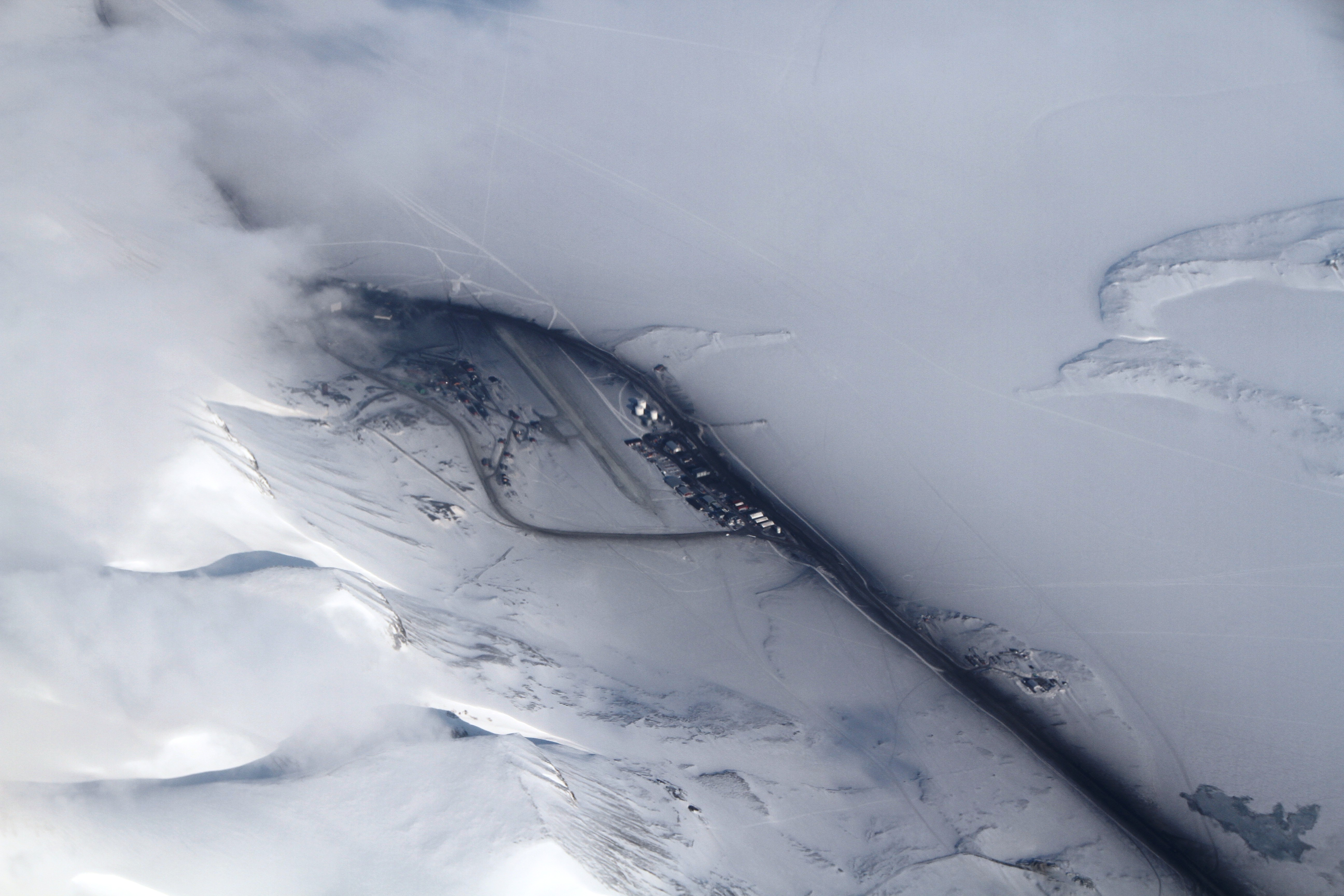
Luftaufnahme von Svea mit Landepiste (2012)
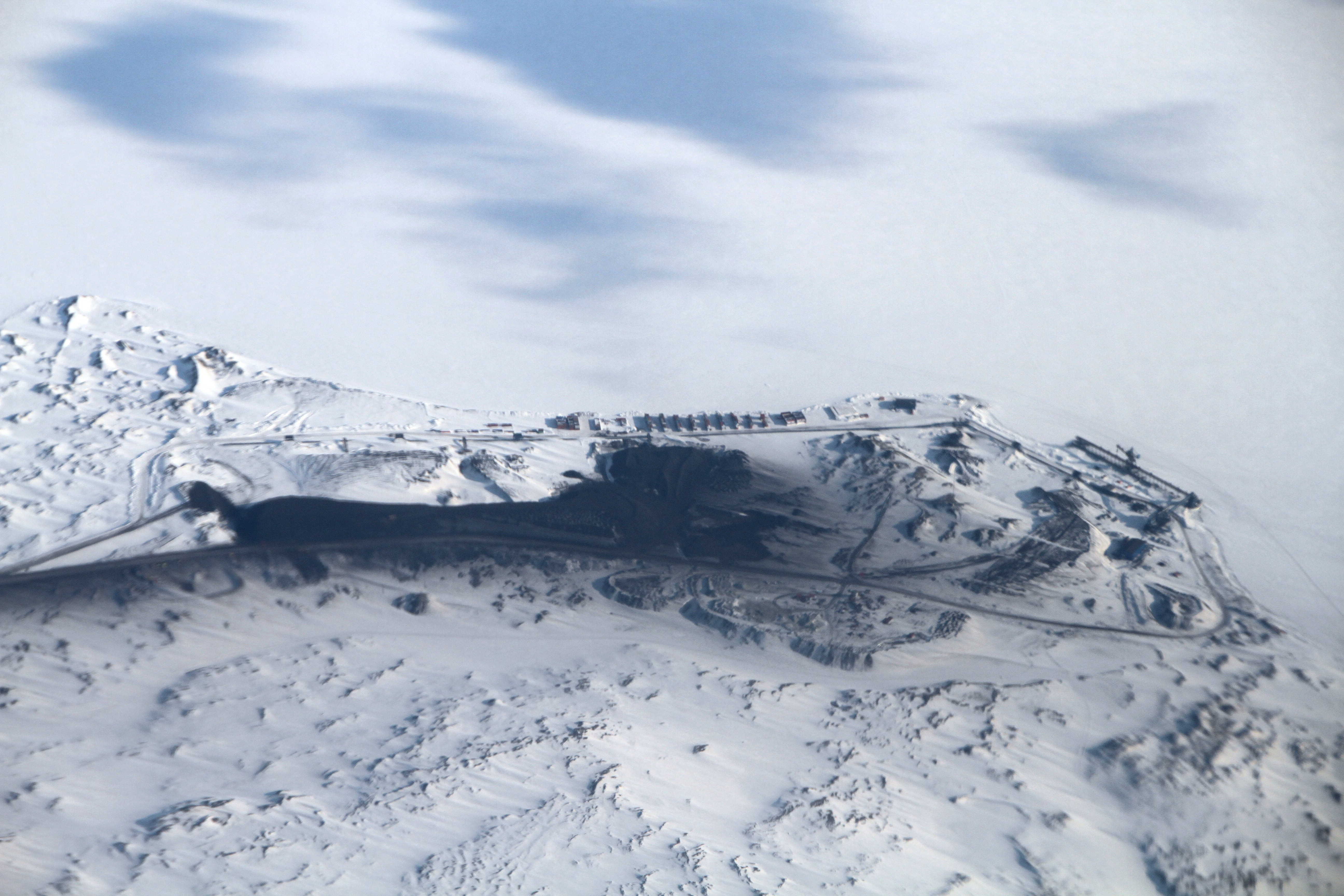
Luftaufnahme von Port Amsterdam (2012)
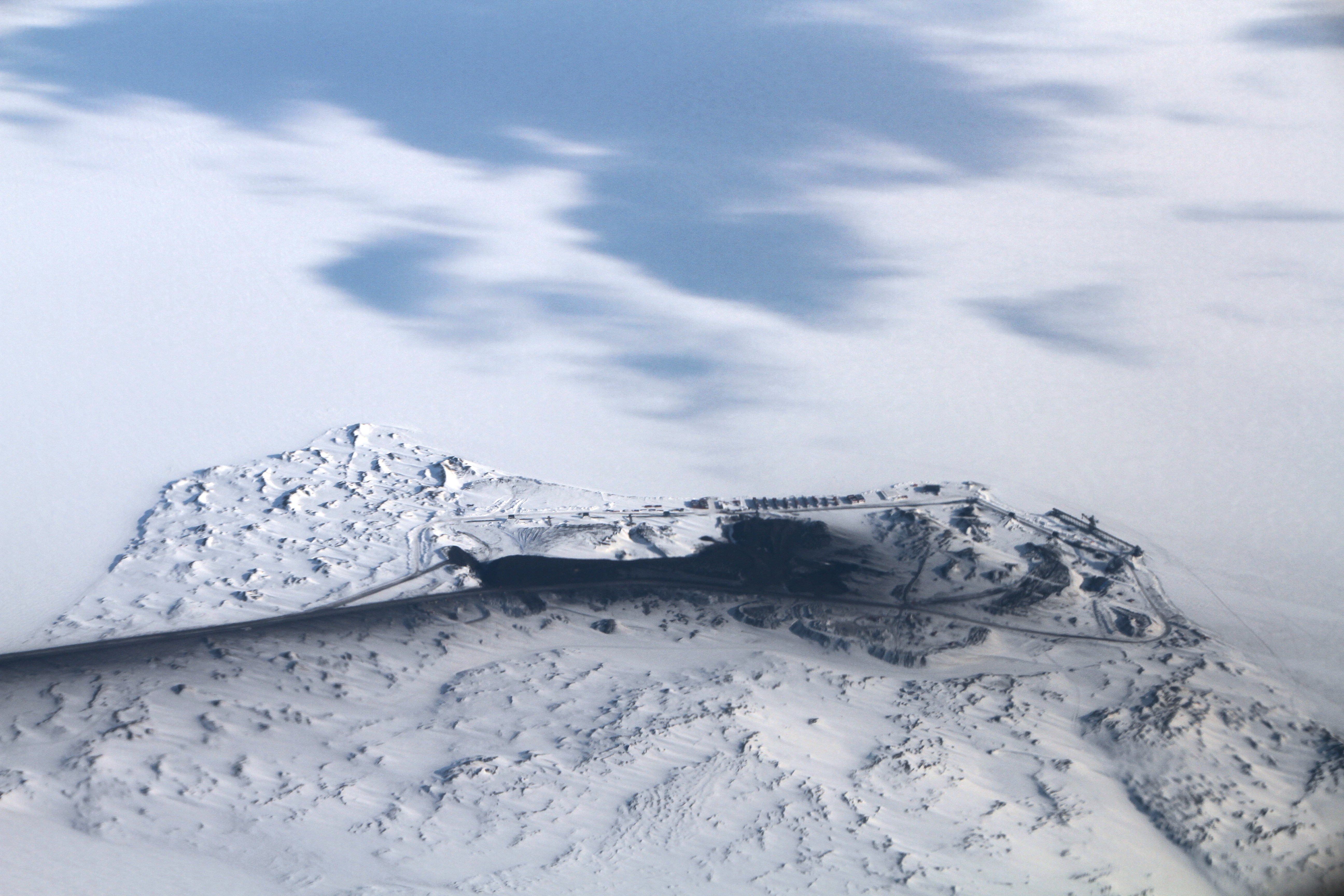
Luftaufnahme von Port Amsterdam (2012)
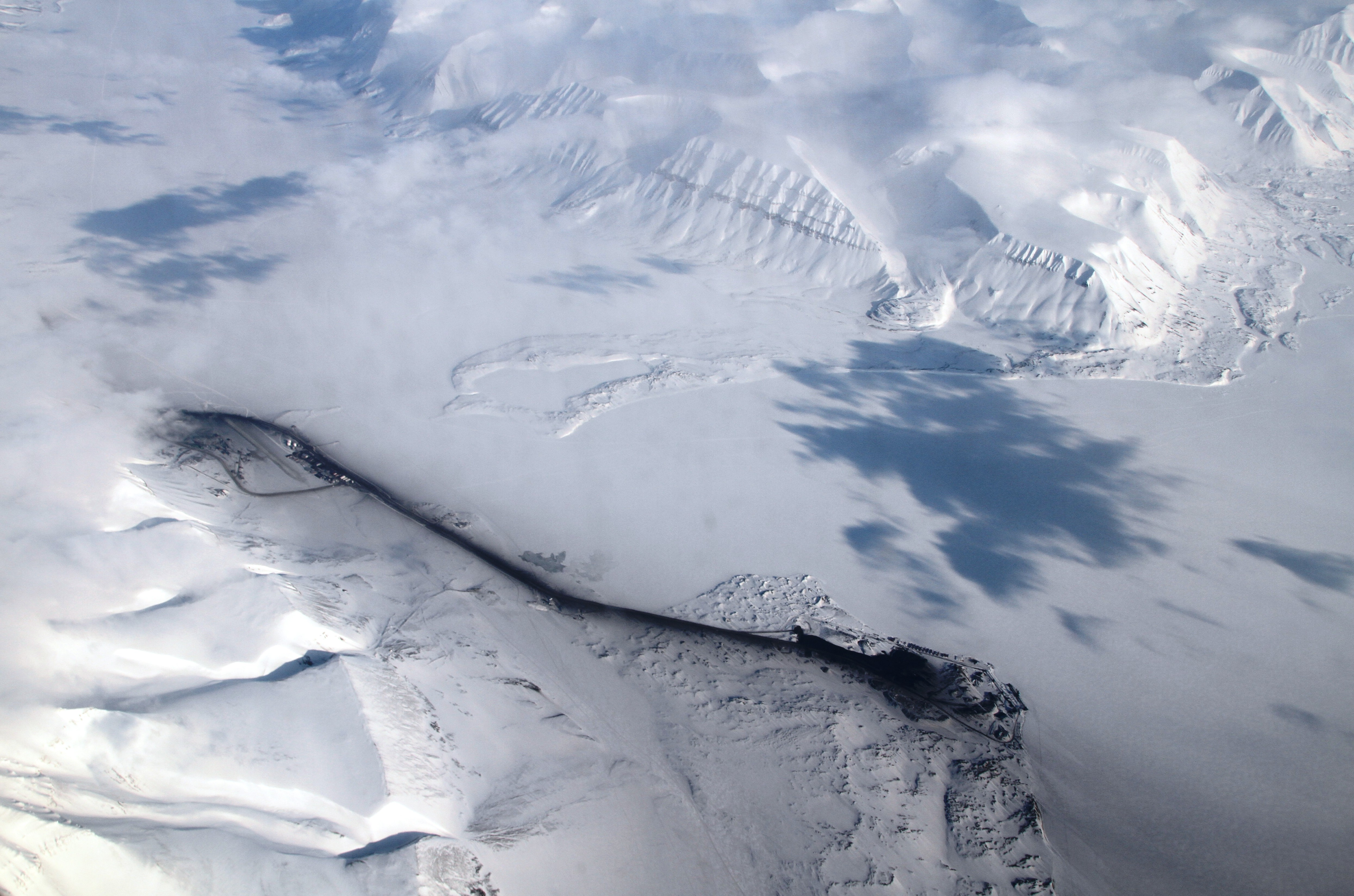
Luftaufnahme von Svea und Port Amsterdam (2012)
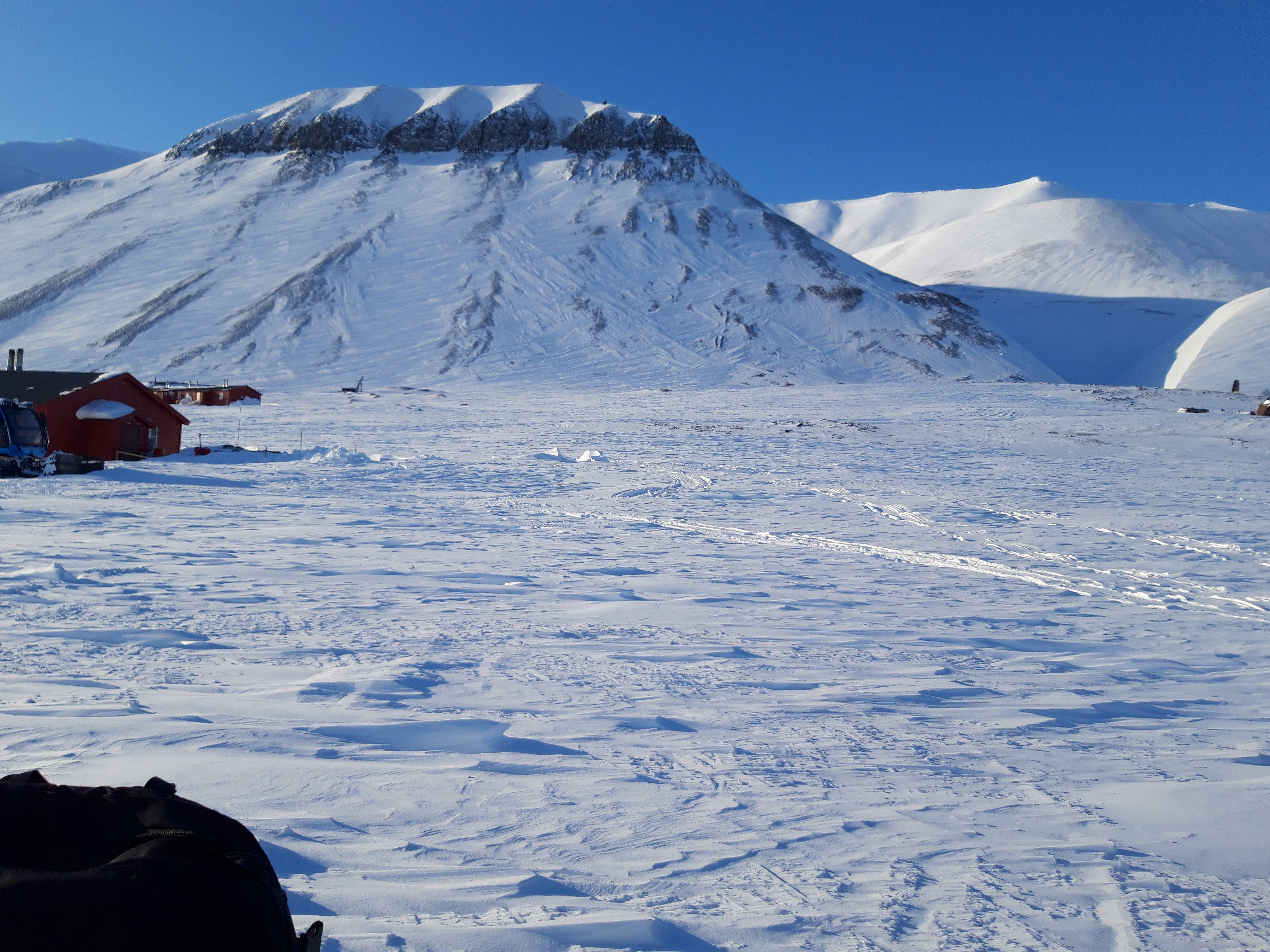
Reste von Svea im April 2023